# Gheorghe Șișcanu
Gheorghe Șișcanu (n. 5 iulie 1932, Măcărești, r-nul Ungheni) este un specialist moldovean în fiziologia plantelor, care a fost ales ca membru titular al Academiei de Științe a Moldovei .
În perioada 1990-2000 a îndeplinit funcția de secretar științific general al Academiei de Științe a Moldovei.